# Черемшанка (приток Васюгана)
Черемшанка — река в России, протекает в Томской области, левый приток Васюгана. Устье реки находится в 437 км по левому берегу реки Васюган. Длина реки составляет 64 км. Площадь водосборного бассейна — 365 км². Приток — Боровая.

## Данные водного реестра
По данным государственного водного реестра России относится к Верхнеобскому бассейновому округу, водохозяйственный участок реки — Васюган, речной подбассейн реки — бассейны притоков Оби (верхней) от Кети до Васюгана. Речной бассейн реки — Обь (верхняя) до впадения Иртыша.